# Basel II
Basel II är den andra uppsättningen av de internationella regler för kapitaltäckning som syftar till att säkerställa stabiliteten i det finansiella banksystemet. I Sverige trädde kapitaltäckningslagen och Finansinspektionens föreskrifter i kraft 1 februari 2007. Därmed införlivas EU-reglerna och den så kallade Basel II-överenskommelsen i svensk rätt.

## Reglerna
Jämfört med Basel I ger det nyare kapitaltäckningsregelverket ger företagen fler möjligheter att välja mellan olika metoder när de beräknar storleken på den kapitalbas som behövs för att möta förluster som beror på de kreditrisker, marknadsrisker och operativa risker som företagen utsätter sig för. Ju mer riskkänslig en metod är desto bättre bild ger den av risken i verksamheten. 
De nya reglerna innebär att företagen ska ha fungerande riskhanteringssystem för att kunna överblicka riskerna i verksamheten. De ska regelbundet offentliggöra information om sina finansiella förhållanden.

## Tre pelare
Basel II är formulerat som tre olika pelare.

### Första pelaren: Minimikrav på kapitaltäckning
Den första pelaren reglerar kapitalkrav för tre av bankernas viktigaste riskslag: kreditrisk, marknadsrisk, och operationell risk.

### Andra pelaren: Verktyg för intern och extern granskning
Den andra pelaren ger finansinspektionerna verktyg för att kontrollera finansiella aktörer. Dessutom ger den ett ramverk för att hantera residualrisk, vilket är en samlingsbeteckning för en rad olika risktyper som inte ingår i första pelaren, exempelvis systematisk risk, koncentrationsrisk, likviditetsrisk och legal risk. ICAAP (som behandlar kapitaltäckning) och ILAAP (som behandlar likviditetstäckning) är två regleringar som kommer av Basel II:s andra pelare.

### Tredje pelaren: Regler för transparens och informationsdelning
The tredje pelaren kompletterar de bägge andra med en uppsättning av krav på informationsdelning, vilket ska underlätta för en tredje part att kunna bedöma en institutions kreditvärdighet.